# Kalven (Tärna socken, Lappland, 729183-148712)
Kalven är en sjö i Storumans kommun i Lappland och ingår i Umeälvens huvudavrinningsområde. Sjön har en area på 0,0929 kvadratkilometer och ligger 482,2 meter över havet.

## Delavrinningsområde
Kalven ingår i det delavrinningsområde (729315-148616) som SMHI kallar för Utloppet av Oltokjaure. Medelhöjden är 591 meter över havet och ytan är 36,16 kvadratkilometer. Räknas de 13 avrinningsområdena uppströms in blir den ackumulerade arean 261,5 kvadratkilometer. Biellojukke (Ånkajukke) som avvattnar avrinningsområdet har biflödesordning 3, vilket innebär att vattnet flödar genom totalt 3 vattendrag innan det når havet efter 382 kilometer. Avrinningsområdet består mestadels av skog (54 procent), sankmarker (11 procent) och kalfjäll (19 procent). Avrinningsområdet har 4,2 kvadratkilometer vattenytor vilket ger det en sjöprocent på 11,6 procent.